# Agrilus artevansi
Agrilus artevansi es una especie de insecto del género Agrilus, familia Buprestidae, orden Coleoptera.
Fue descrita científicamente por Curletti & Bellamy, 2006.